# 林利 (学者)
林利（1921年—），原名林秉佑，女，祖籍湖南省常德府安福县（今临澧县），中华人民共和国翻译家，林伯渠的三女儿。

## 生平

### 早年经历
林利的父亲林伯渠早年参加中国同盟会，1921年经李大钊、陈独秀介绍参加中国共产党上海早期组织，成为中国共产党最早的党员之一。林利的生母是教育家。从1924年大革命开始到1938年，林伯渠家前后辗转上海、广州、湖南、杭州等地，时而为掩护中共中央机关的场所，时而逃到农村老家避难。在这些地方，林利在母亲及二姐帮助下读完小学、中学。

### 苏联生活
1938年第二次国共合作期间，中共中央决定派人率一批干部及青少年到苏联工作、治病、学习。林利及其四妹经西安、迪化（今乌鲁木齐）抵达苏联莫斯科。同行的大人有：蔡畅（李富春妻子，林利自幼的干妈）、金维映（邓小平前妻，李维汉妻子，李铁映之母）、马明方（时任中共陕北省委书记）、卢冬生（八路军358旅旅长）、方志纯（方志敏烈士的堂弟）；同行的孩子有：大宝（郭亮烈士之子）、小宝（张太雷烈士之子）、转转（或称娟娟，蔡和森烈士之女）。本来中共驻共产国际代表任弼时担任总带队，到迪化后，任弼时与妻子陈琮英先行赴苏联。其他人随后才到苏联。
林利到苏联后，进入共产国际党校，林利的四妹进国际儿童院。共产国际党校开设的基础课（通过翻译）教授马列主义理论，帮助学员树立革命理想。该校还让20多岁但经历丰富的“老干部”学员向青年讲述革命经历。先后与林利同学或同校的“老干部”学员有：蔡畅、金维映（支部书记）、贺子珍、蹇先任（贺龙妻子，与林利同室居住一年半）、刘英（张闻天妻子）、王美兰（李六如妻子）、刘亚楼（延安抗大教育长）、杨至成（延安抗大校务部长）、谭家述（抗大教员）、钟赤兵（陕北军事部长、军委一局局长）、张子意（晋绥军区政委）、李天佑（八路军旅长）、卢冬生、汪名震（中央军委电台负责人）、马明方、贺诚（红军医务部门负责人、军队指挥员）。这些人都参加过长征，后来都是第二次国共内战和中华人民共和国建国后的军政要人。林利在该校学习期间，也接触过林彪、江青等人。
1940年3月，不少人陆续回中国参加斗争，周恩来、任弼时将林利和孙维世（受周恩来邓颖超照顾的烈士后代，以“周恩来养女”自居，实际与周邓夫妇并无抚养关系）托付给共产国际干部部，要求她俩继续学习。当时苏联方面曾建议她俩加入苏联国籍，但两人始终未同意。此后，两人从1941年到1945年和苏联人一起经历了苏德战争。林利和孙维世在苏联共同生活了7年，结下了深厚友谊。苏德战争爆发后，林利和孙维世奉命从莫斯科撤退，后又返回莫斯科。1942年，林利在共产国际工作。1942年夏，参加莫斯科市居民支援农村的劳动。1942年底，林利和孙维世离开共产国际机关。1943年中，林利进入苏联广播电台兼职工作。在苏德战争期间，林利和孙维世曾在日本共产党领导人野坂参三的妻子金香的房间合住，当时物资缺乏，但金香仍能享受到苏联的特殊照顾。

### 回到中国
1946年秋，林利、孙维世和李莎（李立三妻子）及其女儿李英男一道回到中国。此后直到1966年文革爆发前，林利先后参加过《毛泽东选集》翻译组、中央编译局、中国科学院哲学研究所等单位的工作，是中国科学院哲学研究所研究员。其间，曾为毛泽东接见苏联哲学家尤金、尤金在中国讲学担任译员，1951年、1952年两次作为译员陪同中共高级代表团访问苏联并会见斯大林，另外还有两次陪中国代表团出访苏联及东欧。1957年，到苏联攻读哲学三年，获得副博士学位。
此外，林利还四次奉命陪江青赴苏联治病或在中国国内疗养：
- 1949年，第一届世界和平大会结束后，江青赴苏联治病，林利作为翻译陪同江青约四到五个月。江青很满意林利，也曾对毛泽东提起，毛泽东有次见到林利时说：“江青说，你们两人是知心的朋友。”江青回国时，毛泽东专门打电话嘱咐江青坐火车回国，后来毛泽东还接见过火车工作人员。[3]
- 1952年，苏共十九大结束后，林利第二次为在苏联治病的江青担任翻译，这次林利因工作而违背江青意愿，提前回国。回国时，江青要林利带封信给毛泽东。林利当面向毛泽东交江青的信时，毛泽东对林利说：“江青身体太差，经医生检查，全身竟有十一处炎症。只是她一人治病，竟拖累你陪着，耽误了你的工作。”[3]
- 1954年2月，林利在杭州陪同江青。林利观察到江青的健康比以前差。这次陪同约两个多月，林利不断提出回北京工作，江青最终同意林利回北京。[3]
- 1955年，江青再次到苏联治病，要林利作为翻译陪同。林利以有工作为由，向江青提出提前回国。最后江青同意林利提前回国，并托林利带信给毛泽东。[3]

### 文革冤案
1966年文化大革命爆发后，起初“由于对运动不理解”，林利被打成“保皇派”、“杨献珍黑帮分子”。随后因李立三特务集团案而被打成“苏修特务”，案情材料被上报到中央文革、中华人民共和国公安部以及中共中央政治局几位尚在任职的领导。1968年3月，林利被逮捕。在家中被逮捕时，林利听见81岁的母亲在隔壁呼唤，但林利没被允许同母亲告别。此后林利被关押7年零40天，先后关押在北京的三个监狱：德胜门外功德林监狱、半步桥街43号北京市监狱、秦城监狱。
专案组第一次提审时，要林利朗读挂在面前的“坦白从宽， 抗拒从严”，林利答：“我不需要从宽，也不需要从严，我只需要实事求是。”提审者对此一阵猛烈批判后，林利答：“我不知道为什么把我抓起来。我要上书毛主席和无产阶级革命司令部申诉。”提审者说：“无产阶级司令部都很了解你，彻头彻尾地了解。”林利答：“既然如此，何必要我交代？我母亲现在怎样了？”
经过专案组多次提审，林利弄清了事情起因。原来林利的最大罪证是1963年一次朋友聚会，参加者有张锡俦夫妇（张锡俦是北京外国语学院院长，其夫人波兹涅耶娃是莫斯科大学教授，来华探亲）、李立三和妻子李莎、萧三和妻子叶华、赵洵（中国科学院语言所副所长）、格拉娘（陈昌浩妻子，后来离婚）、欧阳菲（烈士女儿，在苏联国际儿童院长大）、林利。专案组认定这次聚会是“李立三苏修特务集团的一次密谋聚会”，要求林利“交代详情”。林利说出了所记得的所有细节，但提审人员仍不满地吼道：“不见棺材不落泪，到宣判时你就要哭了。”林利也生气地说：“你们现在就可以宣判，指出我究竟犯了什么罪。”“李立三特务集团”是文革时期的大案要案之一，涉及者远远不止上述人员。专案组弄不到案情，林利也不可能获释。经过两年反复提审，林利提出“有话要说”，专案组要她将想说的全部写出。林利写出192页“材料”，但没有揭发案情，而是为被打成“李立三特务集团”骨干成员的李立三夫妇、赵洵、格拉娘等人辩护。
监狱环境非常差，年轻的女看守经常殴打犯人。林利决定不去激怒那些看守，而主要对付专案组。经过申请，林利获准阅读《毛泽东选集》、《资本论》、《马克思恩格斯全集》、《列宁全集》、《斯大林全集》、《毛主席语录》。1973年到1974年，狱中的林利被发现患有癌症，在北医六院“犯人”病房接受手术和术后化疗。入医院前，专案组一位军代表告诉林利：林利的问题快解决了，但要耐心等待。还允许林利的姐姐、姐夫、嫂子来医院探视和陪护。几个月过去，自己问题的解决却再无下文。林利曾绝望到甚至想自杀。但林利回忆道：“想来想去，没有为我伸冤雪耻的合适人选（姐姐只相信我无辜，但不了解详情），无奈，还得活着。”回到秦城监狱后，林利吃不下也睡不着，“竟创造了七个日夜不眠的纪录”。
1975年4月的一天，专案组的人来了说：“我们经过反复审查，现已查清，你的问题是人民内部问题。”林利则认为自己“与人民之间没有什么问题，没有矛盾”。专案组的人又说：“你对‘文化大革命’的态度不够正确，出去以后，要注意。”林利答：“我的遭遇与‘文化大革命’没有关系，我因被怀疑里通外国而关押，这属于肃反问题。无论‘文化大革命’之前还是之后，都是要进行肃反的。我本人几乎没有参加‘文化大革命’，因此说不上什么态度问题。”出狱后，林利接连听说朋友们在文革中的悲惨遭遇，得知欧阳菲、张玛娅、孙维世都已惨死在狱中。
1976年“四人帮”被粉碎。1979年，林利的冤案获得彻底平反。此后，林利又继续工作了20年。林利曾任中共中央党校教授、中共中央党校国际战略研究所（马克思主义研究所）副所长。

## 著作
- 林利，往事琐记，中央文献出版社，2006年

## 家庭
- 父：林伯渠（林祖涵）
- 母：伍复明
  - 大姐：林秉权
  - 二姐：林秉蘅（有时也称林秉衡）
  - 兄：林秉益，是林利、林琳的哥哥，林秉权、林秉蘅的弟弟。
  - 四妹：林琳（原名林秉琪）[3]
- 继母：范乐春，中央苏区时期结婚。
  - 弟：林苏生，范乐春所生。红军长征后留在中央苏区，名字叫“赖平亚”。中华人民共和国成立后被当作邓子恢的儿子寻回，起名邓苏生（而邓子恢的儿子范宜德被当作林伯渠的儿子寻回，取名林秉苏）。不久，双方发现弄错。邓子恢去世后，林秉苏改名邓瑞生，邓苏生改名林苏生。
- 继母：李俊，1937年在延安结婚，后离婚。
  - 弟：林用三，1939年生。
- 继母：朱明，1945年5月结婚。